# Nigel Hayes
Nigel Hayes (ur. 16 grudnia 1994 w Westerville) – amerykański koszykarz, grający na pozycji niskiego skrzydłowego, obecnie zawodnik FC Barcelony Lassa.
W 2015 wziął udział w turnieju Adidas Nations Counselors.
31 marca 2018 podpisał umowę z końca sezonu z Sacramento Kings. 7 lipca 2018 został zwolniony. 15 sierpnia dołączył do tureckiego Galatasaray.
12 czerwca 2019 został zawodnikiem Žalgirisu Kowno.
11 sierpnia 2021 ustali warunki umowy z AS Monako Basket. Kontrakt nie doszedł do skutku. 22 sierpnia 2021 dołączył do FC Barcelona Lassa.

## Osiągnięcia
Stan na 23 sierpnia 2021, na podstawie, o ile nie zaznaczono inaczej.
NCAA
- Wicemistrz NCAA (2015)
- Uczestnik rozgrywek:
  - Final Four turnieju NCAA (2014, 2015)
  - Sweet 16 turnieju NCAA (2014–2017)
- Mistrz:
  - turnieju konferencji Big Ten (2015)
  - sezonu regularnego konferencji Big 10 (2015)
- Najlepszy rezerwowy Big Ten (2014)
- Zaliczony do:
  - I składu:
    - Big 10 (2016)
    - najlepszych pierwszorocznych zawodników Big 10 (2014)
    - Academic All-Big Ten (2015, 2016)
    - turnieju:
      - NCAA All-East Region (2017)
      - Big 10 (2017)

  - III składu Big Ten (2015, 2017)

Drużynowe
- Mistrz Litwy (2020, 2021)
- Zdobywca Pucharu Litwy (2020, 2021)

Indywidualne
- Zaliczony do I składu debiutantów G-League (2018)[9]